# San Hugo en el refectorio de los cartujos (Zurbarán)
San Hugo en el refectorio de los cartujos es un cuadro de Francisco de Zurbarán, realizado en el año 1655. Junto con la Virgen de los cartujos y la Visita de san Bruno al papa Urbano II, formaba parte de un conjunto de tres pinturas, en la sacristía del Monasterio de la Cartuja, en Sevilla.

## Descripción de la obra

#### Datos técnicos y registrales
- Museo de Bellas Artes de Sevilla (Inv. n.º 174)
- Pintura al óleo sobre lienzo, 268 x 318 cm, según Delenda (según otros autores, 267 x 320 cm, o 262 x 307 cm);[3]
- Datación: ca.1655 (según otros autores, es ca. 1630-1635);
- Restaurado en 1993 por Fuensanta de Paz Calatrava;[4]
- Catalogado por Odile Delenda con el número 242 y por Tiziana Frati con el 119.[5]

### Análisis de la obra
En esta composición Zurbarán nos sitúa frente a una vasta naturaleza muerta. Las verticales de los cuerpos de los cartujos, de san Hugo y del paje están cortados por una mesa en forma de L, cubierta con un mantel que casi llega hasta al suelo. El paje está en el centro. El cuerpo encorvado del obispo, situado delante de la mesa, a la derecha, y el ángulo de la mesa, evitan el sentimiento de rigidez que podría derivarse de la austeridad de la composición.
Delante de cada uno hay dispuestos los platos de barro que contienen comida y unos trozos de pan. Dos jarras de loza talaverana, un cuenco boca abajo y unos cuchillos abandonados, ayudan a romper una disposición que podría resultar monótona si no estuviera suavizada por el hecho de que los objetos presentan diversas distancias en relación con el borde de la mesa.

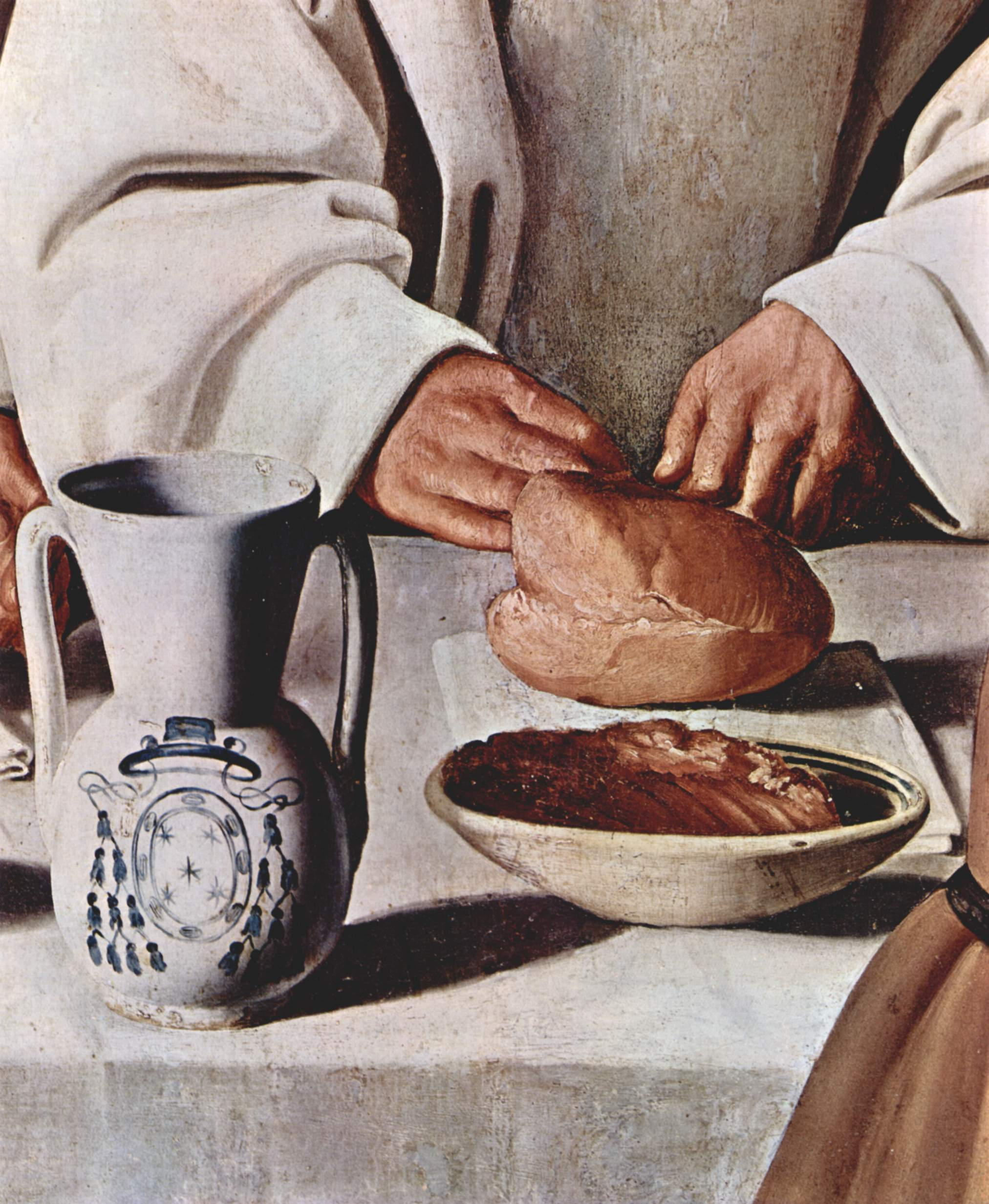
Detalle del "jarro frailero" con el escudo obispal.

La iconografía del cuadro no es muy habitual. Según una leyenda los siete primeros cartujos, entre los que se encuentra san Bruno —fundador de la orden —  fueron visitados por san Hugo,  obispo de Grenoble.
Un domingo, este último envió a los monjes carne. Los monjes vacilaban entre contravenir sus reglas o aceptar esa comida y, mientras debatían sobre esta cuestión, cayeron en un sueño extático. Cuarenta y cinco días más tarde, san Hugo les hizo saber, por medio de un mensajero, que iba a ir a visitarlos. Cuando éste regresó, le dijo que los cartujos estaban sentados a la mesa comiendo carne en plena Cuaresma. San Hugo llegó al monasterio y pudo comprobar la infracción cometida. Los monjes se despertaron del sueño, y san Hugo le preguntó a san Bruno si era consciente de la fecha en la que estaban. San Bruno, ignorante de los cuarenta y cinco días transcurridos, le habló de la discusión mantenida. San Hugo, incrédulo, miró los platos y vio cómo la carne se convertía en ceniza. Los monjes, inmersos en la discusión que tuvieron cuarenta y cinco días antes, decidieron que no cabían excepciones en la regla que prohibía el comer carne.

## Procedencia
1. Cartuja de las Cuevas, sacristía de la iglesia;
2. Real Alcázar de Sevilla, sala 7, n.º 221, 1810;
3. Retorno a la Cartuja de Cuevas, 1813;
4. Entró en el museo en 1840 (Desamortización de Mendizábal: Inv. 1840, n.º 1944).[10]